# 淵亭県
淵亭県（えんていけん）は1945年3月に重慶国民政府が策定した台湾接管計画綱要地方政制の中で定められた台湾の行政区画（二級県）の一つ。

## 沿革
台湾南部に位置した淵亭県は日本統治時代の岡山郡を改編したものであり、淵亭の名称は清末の漢人であり、台湾民主国に深くかかわった劉永福を顕彰し、その別号が採用された。1945年10月、台湾での軍政の責任者であった陳儀は台湾接管計画綱要地方政制の実施は現状にそぐわないとし一部の改編措置を見送った際、淵亭県の設置のも先送りにされた。
1950年に国共内戦に敗れた国民政府が遷台した際、台湾接管計画綱要地方政制は廃止され、それと同時に淵亭県設置の法的根拠も喪失し、実際に使用されることなく計画のまま消滅した。